# Kurt Egger
Kurt Egger, né le 19 janvier 1956 à Saint-Gall (originaire de Eggersriet), est une personnalité politique du canton de Thurgovie (Suisse), membre des Verts.
Il est conseiller national pendant une législature, de 2019 à 2023.

## Biographie
Kurt Egger naît le 19 janvier 1956 à Saint-Gall. Il est originaire de Eggersriet, dans le même canton.
Il grandit avec son frère à Fischingen, dans le canton de Thurgovie, où ses parents tiennent une fromagerie (reprise par son frère). Après des études de génie mécanique à l'École polytechnique fédérale de Zurich, période durant laquelle il habite à Zurich, il travaille au centre de recherche agronomique et agroalimentaire d'Agroscope, à Tänikon (de).
Il fonde en 1996 sa propre entreprise de conseils et de planification en matière d'efficacité énergétique et d'énergies renouvelables, Nova Energie (25 employés à Sirnach et Aarau en 2022).
Il a le grade de soldat à l'armée.
Il est marié et sans enfant.
Il habite à Eschlikon, dans le canton de Thurgovie.

## Parcours politique
Il est député au Grand Conseil du canton de Thurgovie de mai 2012 au 15 janvier 2020. Il préside par ailleurs les Verts thurgoviens depuis 2015.
Il crée la surprise en étant élu au Conseil national en octobre 2019. Il y siège au sein de la Commission de l'environnement, de l'aménagement du territoire et de l'énergie (CEATE). Il n'est pas réélu lors des élections fédérales de 2023, perdant son siège au profit du Parti libéral-radical.

### Positionnement politique
Ses thèmes de prédilection sont l'énergie, les émissions de CO2, les constructions, la protection du paysage et l'aménagement du territoire.